# Rapture (chanson de Blondie)
Pour les articles homonymes, voir Rapture.
Singles de Blondie
The Tide Is High
(octobre 1980) Island of Lost Souls
(avril 1982)
Rapture est une chanson du groupe de rock américain Blondie parue en 1980 sur l'album Autoamerican. Sortie en 45 tours au mois de janvier de l'année suivante, elle se classe no 1 des ventes aux États-Unis : c'est la première chanson où figure du rap à atteindre le sommet du hit-parade dans ce pays.

## Contexte
Blondie est un groupe originaire de New York, la ville où naît le rap à la fin des années 1970. Debbie Harry et Chris Stein rencontrent Fab Five Freddy, « défricheur de la culture hip-hop », à Manhattan. Celui-ci les emmène assister à des « block parties » dans le quartier du Bronx, où ils découvrent notamment Grandmaster Flash. La chanteuse est enthousiaste et décide d'écrire quelque chose sur le DJ. Rapture est une chanson aux sonorités disco et funk, qui intègre un rap de Debbie Harry au milieu du morceau. Fab 5 Freddy et Grandmaster Flash sont tous deux mentionnés dans les paroles : « Fab Five Freddy told me everybody's fly, Dj spinnin' I said, "My My", Flash is fast, Flash is cool ».
Le succès de Rapture est un formidable tremplin pour Grandmaster Flash, lui permettant de se faire connaître auprès du public blanc. En remerciement, le DJ sample un extrait du rap de la chanteuse dans son morceau The Adventures of Grandmaster Flash on the Wheels of Steel.
La fascination de Blondie pour la culture hip hop se retrouve également dans le clip de Rapture, où l'on voit les street artistes Fab Five Freddy, Lee Quinones et Jean-Michel Basquiat. Le groupe invite également d'autres pionniers du rap, les Funky Four Plus One, lors de son passage dans l'émission Saturday Night Live.
Par la suite, Chris Stein produit une partie de la bande originale du film culte Wild Style, le premier film hip-hop tourné dans le Bronx. Debbie Harry est aussi présente lors du tournage, en compagnie de Flash et Fab 5 Freddy.